# Metro de Sapporo
El Metro de Sapporo (札幌市営地下鉄 Sapporo-shiei-chikatetsu) és un sistema de transport per ferrocarril subterrani de la ciutat de Sapporo, capital de Hokkaido, Japó. Està operat per l'Oficina de Transport de la Ciutat de Sapporo i és l'únic metropolità de tot Hokkaido.

## Història
El ferrocarril metropolità de Sapporo es va fundar en desembre de l'any 1971 amb l'obertura de la línia Namboku, línia que travessa la ciutat de sud a nord, la qual seria ampliada més tard, en 1978. La data de construcció no és casual, ja que està fet per a les olimpíades de 1972. Més tard, l'any 1976 es va obrir la segona línia, la línia Tōzai, la qual travessa la ciutat de est a oest. Aquesta línia no seria ampliada fins a l'any 1999. La tercera i darrera línia és la més moderna ja que fou oberta el 1988. Es tracta de la línea Tōhō, que pocs anys després, en 1994 va ser ampliada.

## Línies
| Color i icona | Color i icona | Lletra | Nom           | Traducció literal      | Primer segment obert | Darrera extensió | Llargaria | Estacions |
| ------------- | ------------- | ------ | ------------- | ---------------------- | -------------------- | ---------------- | --------- | --------- |
| Verd          |               | N      | Línia Nanboku | Línia Sud-Nord         | 1971                 | 1978             | 143 km    | 16        |
| Taronja       |               | T      | Línia Tōzai   | Línia Est-Oest         | 1976                 | 1999             | 201 km    | 19        |
| Blau          |               | H      | Línia Tōhō    | Línia Higashi-Toyohira | 1988                 | 1994             | 136 km    | 14        |
| Total:        | Total:        | Total: | Total:        | Total:                 | Total:               | Total:           | 480 km    | 49        |